# اورلوفکا (سرزمین آلتای)
اورلوفکا (به لاتین: Orlovka) یک منطقهٔ مسکونی در روسیه است که در سرزمین آلتای واقع شده‌است.